# Marianne Mulon
Marianne Mulon, née à Nancy le 25 août 1927 et morte le 3 octobre 2011 à Créteil, est une archiviste et linguiste française.
Elle est spécialisée en onomastique.

## Éléments biographiques
Marianne Mulon, d'origine berrichonne, est diplômée de l'École nationale des chartes, où elle a soutenu une thèse sur les recettes de cuisine médiévales.
Conservateur aux Archives nationales, elle a œuvré à la création en 1961 du Centre d'onomastique, qu'elle a  dirigé pendant plus de trente ans. Le Centre d'onomastique, initialement consacré à la toponymie, s'est rapidement étendu à l'anthroponymie, puis à l'onomastique en général, suivant ainsi l’exemple donné par le Centre international des sciences onomastiques fondé à Louvain en 1949. Il regroupe un grand nombre d'ouvrages, d'usuels, d'articles, de périodiques et de documents de toutes sortes (cartes, annuaires, fichiers, etc.), mis à la disposition du public et des chercheurs désireux de se livrer à l'étude scientifique des noms propres.
Parallèlement à ce travail de direction, Marianne Mulon a rédigé, entre autres, un ouvrage aujourd'hui indispensable à tout chercheur en onomastique : la bibliographie (en deux volumes jusqu'à présent) des travaux relatifs à ce domaine et publiés en France, des plus anciens jusqu'à 1985 (voir les références ci-dessous). Il est devenu d'usage, dans les bibliographies d'articles ou d'ouvrages d'onomastique, d'indiquer systématiquement le numéro de catalogue correspondant; exemple : « Albert Dauzat, La Toponymie française, Payot, Paris, 1939 [Mulon 97] ».
De 1964 à 1991, Marianne Mulon a été membre de la Commission de la révision des noms de communes. En 1992, elle est nommée déléguée pour la France au Comité international des sciences onomastiques. Elle fut en outre expert auprès de la Commission nationale de toponymie.
Marianne Mulon était l'épouse du philosophe Yves-Robert Mulon, qui écrivit plusieurs romans de science-fiction sous le pseudonyme d'Yves Touraine.

## Distinctions et prix
- Chevalier de l'ordre des Arts et des Lettres

Marianne Mulon fut nommée chevalier dans l'Ordre des Arts et des Lettres en 1968. Elle fut également lauréate en 1995 du prix Albert-Dauzat.

## Œuvres

### Cuisine médiévale
- « Recettes médiévales », in Annales : Économies, Sociétés, Civilisations. Vie matérielle et comportements biologiques, bulletin n° 13, Armand Colin, Paris, 1964, p. 933-937.
- « Deux traités inédits d’art culinaire médiéval [Tractatus et Liber de coquina] », in Bulletin philologique et historique (jusqu'à 1610). Année 1968. Ministère de l'Education Nationale. Comité des Travaux historiques et scientifiques, Bibliothèque nationale, Paris, 1971, p. 369-435, in-8°. — Résumés sur Oldcook.

### Onomastique

#### Travaux de bibliographie et comptes rendus
- L'Onomastique française/ Bibliographie des travaux publiés jusqu'en 1960, Archives nationales, Paris, 1977.
- L'Onomastique française/ Bibliographie des travaux publiés de 1960 à 1985, Archives nationales, Paris, 1987.

Ces deux ouvrages ont été mis en ligne par les Archives nationales.
- Compte rendu de Michel Roblin, Le Terroir de l'Oise aux époques gallo-romaine et franque. Peuplement, défrichement et environnement, Picard, Paris, 1978, 346 p., in Bibliothèque de l'école des chartes, 1979, vol. 137, n° 2, p. 313-315.

#### Articles
- « Un Centre de toponymie aux Archives nationales », in Onoma IX (1960-1961), p. 332.
- « Le Centre de toponymie des Archives nationales », in Onoma X (1962-1963), p. 277-278.
- « Mécanographie et onomastique », in Revue Internationale d'Onomastique XXI (1969), p. 121-140.
- « Sur l'époque de la fixation des surnoms en noms de famille dans les différentes provinces françaises » (avec H. Polge), in Proceedings of the 9th International Congress of onomastic sciences, Louvain, 1969, p. 317-331; Onoma XIV, 1969, p. 58-72.
- « Toponymie », in Encyclopædia Universalis XVI, Paris, 1973, p. 186-187.
- « La Société française d'Onomastique », in Onoma XVIII (1974), p. 554-558.
- « Raymond Schmittlein (1904-1974) », in Onoma XVIII (1974), p. 626-627.
- « Terminologie française de l'onomastique », in Actes du 11e Congrès international des Sciences onomastiques II, Sofia, 1975, p. 91-98.
- « Le Centre d'Onomastique des Archives nationales », in Revue historique CCLV (1976), p. 237-243.
- « Noms propres et majuscules » (avec H. Polge), in Actes et Mémoires du 12e Congrès international des Sciences onomastiques = Onoma XXII (1978), p. 128-138.
- « L'Onomastique dans la littérature française : 1830-1930 », in Proceedings of the 13th International Congress of onomastic sciences, Cracovie, 1978, p. 187-197.
- « Lexicographie du latin médiéval et toponymie », in La Lexicographie du latin médiéval et ses rapports avec les recherches actuelles sur la civilisation du Moyen Âge, Paris, 1981, p. 137-144.
- « L'onomastique, témoin des langues disparues », in Onoma XXVI (1982), p. 206-210.
- « Les noms de famille français », in Stemma 14 (1982), p. 219-220.
- « Nos ancêtres et nous », in Stemma 15 (1982), p. 77-79.
- « La Société française d'Onomastique », in Généalogie Magazine N° 1 (1982), p. 23.
- « Vocables », in Gé-Magazine 11 (1983), p. 15-17.
- « Au nom de l'Alsace », in Historia, avril 1983, n° 437, p. …
- « Noms de personnes et noms de lieux », in Gé-Magazine 17 (1984), p. 17-20.
- « Après la pluie le beau temps », in Historia, janvier 1984, n° 451, p. …
- « Les suffixes dans les noms de famille français », in Erlanger Familiennamen Colloquium (Neustadt an der Aisch, 1985), p. 49-66.
- « Le vocabulaire de la parenté dans la patronymie française », in Mélanges d'Onomastique, Linguistique et Philologie offerts à M. Raymond Sindou, t. I, 1986, p. 86-92.
- « Rondeurs », in Historia, décembre 1986, n° 481, p. …
- « Le type Alépée dans les noms de famille français », in Onomata X, Ελληνικης Ονοματολογικης Εταιρειας, Athènes, 1986, p. 90-95.
- « Présence des Grecs dans la patronymie française », in Onomata XII, Ελληνικης Ονοματολογικης Εταιρειας, Athènes, 1988, p. 359-365.
- « Tous beaux, tous gentils », in Historia, février 1988, n° 494, p. 38-47.
- « Matronymes ? », in Historia, mars 1989, n° 507, p. 68-69 et 111.
- « Poignards et couperets », in Historia, janvier 1990, n° 517, p. …
- « Anthropotoponymes. Appropriations, commémorations », in Actes du 16e Congrès international des Sciences onomastiques (16-22 août 1987), Université Laval, Québec, 1990, p. 15-39.
- « Impressions onomastiques chez quelques écrivains normands », in Mélanges René Lepelley, Cahier des Annales de Normandie n° 26, 1995, p. 289-296.

#### Livres et plaquettes
- Les Noms de famille en France et notamment en Berry-Nivernais, Cercle généalogique du Haut-Berry, Bourges, 1985, 54 p.  (ISBN 2905445033).
- Dictionnaire de noms de lieux (avec Louis Deroy), Dictionnaires Le Robert, Paris, 1992  (ISBN 285036195X).
- Noms de lieux d’Île-de-France, Bonneton, Paris, 1997  (ISBN 2862532207).
- Origine et histoire des noms de famille. Essais d'anthroponymie, éditions Errance, Paris, 2002, 198 p. — Ce volume regroupe quarante-trois chroniques publiées entre 1981 et 1994 dans la revue Historia, ainsi que deux communications à des congrès internationaux.

### Articles divers
- « Navigation au large des côtes d'Aunis : un routier du XVIIe siècle », in Actes du 104e Congrès national des Sociétés savantes, Section d'histoire moderne et contemporaine, Bordeaux, 1979, p. 158-176.